# Weigmannsdorf
Weigmannsdorf ist ein Ortsteil der sächsischen Gemeinde Lichtenberg/Erzgeb. im Landkreis Mittelsachsen. Er wurde am 1. Januar 1963 mit Müdisdorf zur Gemeinde Weigmannsdorf-Müdisdorf zusammengeschlossen, die am 1. Oktober 1993 nach Lichtenberg/Erzgeb. eingemeindet wurde.

## Geografie

### Lage
Weigmannsdorf liegt etwa 8 Kilometer südlich von Freiberg im Erzgebirge. Die Ortslage erstreckt sich über etwa 3,5 Kilometer entlang eines nach Osten der Freiberger Mulde zufließenden Baches.
Durch den Ort verläuft die Kreisstraße 7730 Bundesstraße 101–Lichtenberg, über die K 7731 erreicht man Berthelsdorf. Zudem besteht am östlichen Ortsende Anschluss an die Staatsstraße 209 Nassau–Weißenborn.

### Nachbarorte
| Brand-Erbisdorf | Berthelsdorf                                | Weißenborn  |
|                 | Kompassrose, die auf Nachbargemeinden zeigt | Lichtenberg |
| Müdisdorf       | Helbigsdorf                                 | Randeck     |

## Geschichte

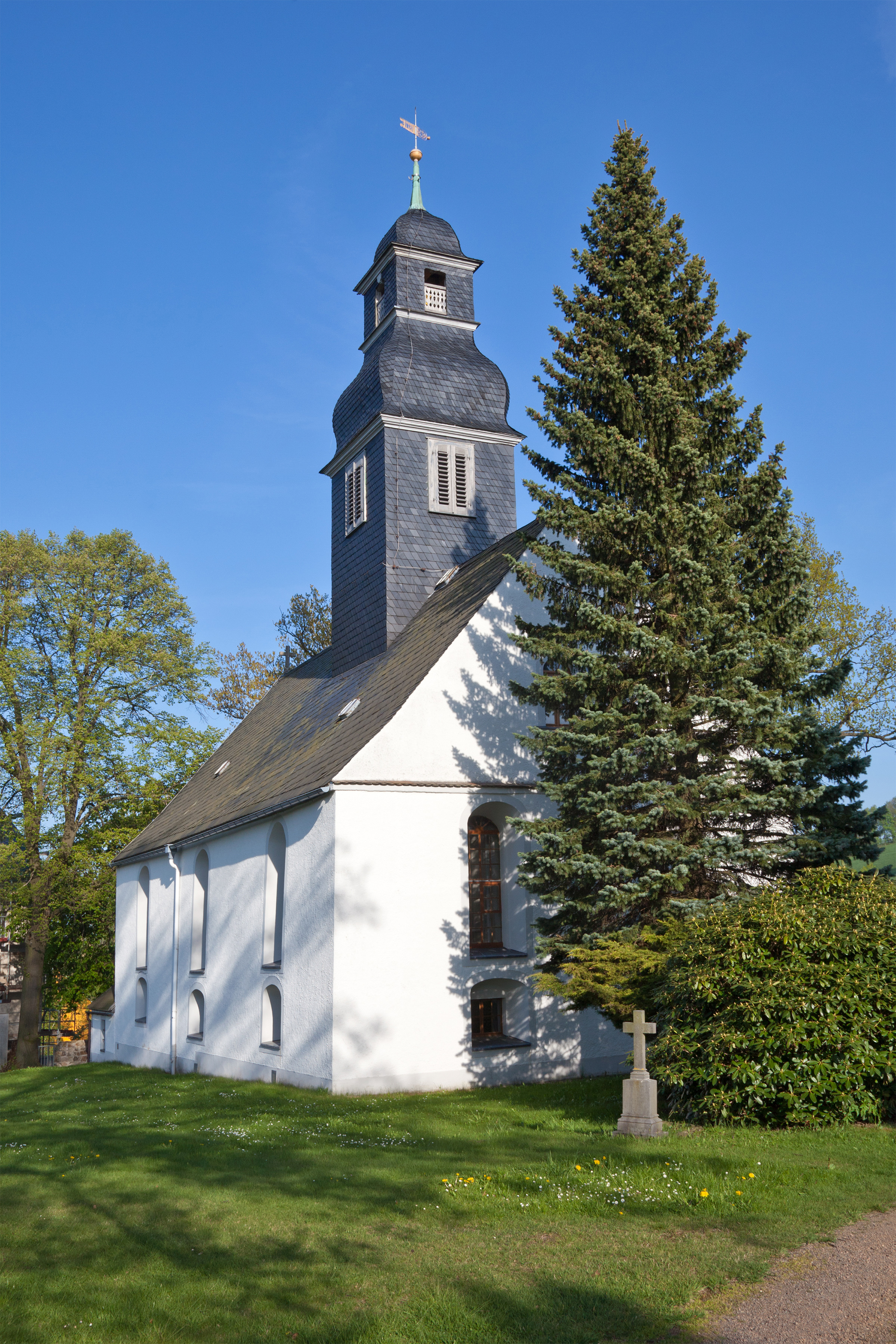
Kirche in Weigmannsdorf

Die erste urkundliche Erwähnung datiert von 1348 als Vicmansdorf. Um 1500 war es Filialkirche von Lichtenberg und behielt diesen Status auch nach der Reformation 1539 bei. Bemerkenswert für die im 15. Jahrhundert errichtete Kirche sind eine von Adam Gottfried Oehme ausgeführte Orgel, einen aus Zinn gefertigter Taufstein in Form einer Muschel von 1668 sowie zehn Deckengemälde des Bauernmalers Sigismund Zimmermann.
Im Gegensatz zu seinen Nachbarorten Müdisdorf und Lichtenberg, die im Kreisamt Freiberg lagen, gehörte Weigmannsdorf bis 1856 zum kursächsischen bzw. königlich-sächsischen Amt Frauenstein. Die Grundherrschaft über den Ort, der ursprünglich zur „Pflege Freiberg“ gehörte, lag um 1551 beim Rittergut Frauenstein, das zu dieser Zeit dem Adelsgeschlecht derer von Schönberg gehörte. Nach 1647 war der Ort Amtsdorf im Amt Frauenstein. Weigmannsdorf, das im Westen, Norden und Osten vom Kreisamt Freiberg umschlossen wurde, bildete mit Randeck und Mulda den nordwestlichsten Zipfel des Amts Frauenstein.
August Schumann nennt 1825 im Staats-, Post- und Zeitungslexikon von Sachsen Weigmannsdorf betreffend u. a.: 

„Der Ort ist ziemlich im Wohlstande, da er meist Ackerbau treibt, und enthält in etwa 70 Häusern kaum über 500 Bewohner, darunter 26 Bauern. Im J.  1748 zählte man nur 56 Wohngebäude; 1801 aber in 62 Häusern 428 Consumenten. Von den 42¼  Hufen (meist über 30, auch bis 36 Acker stark) sind 4½ magazin- und spannfrei. […] Der Freiberger Rath übt die Collatur auch hier an der Schule. Dicht unter der Kirche steht das Erblehngericht, welches mit Einschluß des damit combinierten Zweihufengutes im Niederdorfe eines der stärksten Erbgerichtsgüter im Lande ist, und gar viele Rittergüter an Werth übertrifft; es hat 4½ Hufen Feldes und bedeutende Wiesen, auch einige Waldungen, starke Brauerei, eine eigene Mühle, Gastnahrung u.  s.  w. Im Orte sind 3 Mühlen mit 5  Gängen und 2 Oelmühlen. Der Flachsbau wird hier stark betrieben, und es giebt ein Paar Brechhäuser beim Dorfe. Von altem Bergbau finden sich viele Spuren, […]. Anjetzt ist nur die Zeche Augustus Erbstolln im Gange […].“

Ab 1856 gehörte Weigmannsdorf zum Gerichtsamt Brand und ab 1875 zur Amtshauptmannschaft Freiberg. Im Juli 1932 fand in Weigmannsdorf das Heimat- und Schulfest unter dem Motto Vergass dei Hamit net statt. Mit der zweiten Kreisreform in der DDR kam Weigmannsdorf im Jahr 1952 zum Kreis Brand-Erbisdorf im Bezirk Chemnitz (1953 in Bezirk Karl-Marx-Stadt umbenannt). Am 1. Januar 1963 wurden die bis dahin eigenständigen Gemeinden Weigmannsdorf und Müdisdorf zur neuen Gemeinde Weigmannsdorf-Müdisdorf vereinigt. Am 1. Oktober 1993 wurde diese Gemeinde nach Lichtenberg/Erzgeb. eingegliedert. Mit dieser kam Weigmannsdorf vom sächsischen Landkreis Brand-Erbisdorf im Jahr 1994 zum Landkreis Freiberg und 2008 zum Landkreis Mittelsachsen.

## Entwicklung der Einwohnerzahl
| Jahr | Einwohnerzahl                                        |
| ---- | ---------------------------------------------------- |
| 1551 | 28 besessene Mann, 113 Inwohner                      |
| 1764 | 21 besessene Mann, 4 Gärtner, 32 Häusler, 37 ¾ Hufen |
| 1834 | 573                                                  |
| 1871 | 719                                                  |

| Jahr | Einwohnerzahl |
| ---- | ------------- |
| 1890 | 741           |
| 1910 | 722           |
| 1925 | 672           |
| 1939 | 638           |

| Jahr   | Einwohnerzahl |
| ------ | ------------- |
| 1946   | 789           |
| 1950   | 772           |
| 1964 1 | 1255          |
| 1990 1 | 927           |

## Sehenswürdigkeiten
- Kirche in Weigmannsdorf: Die im 15. Jahrhundert errichtete Kirche verfügt über sehenswerte Deckengemälde und einen aus Zinn gefertigten Taufstein in Form einer Muschel (1688).
- Wassermühle in Weigmannsdorf: Das bereits 1550 erwähnte Gebäude diente bis 1979 als Holzschleifmühle, wobei die voll funktionsfähige Holzschleiferei bis heute erhalten blieb. Die Mühle war das Elternhaus der sächsischen Hofbildhauer George Heermann und Paul Heermann.